# Rohan’s Hussars
Rohan’s Hussars (auch Rohan Hussars, dt.: Rohans Husaren) waren zwei aus Ausländern, vornehmlich Deutschen, rekrutierte, aber von britischen Offizieren geführte Regimenter Leichter Kavallerie in der British Army während der Revolutionskriege (1792–1802). Sie waren benannt nach dem französischen Grafen Louis Victor Mériadec de Rohan, der Frankreich nach der französischen Revolution verließ und dann die beiden von Großbritannien finanzierten Husaren-Regimenter in Deutschland anwarb und aufstellte. Sie wurden im November 1796 zu nur noch einem Regiment zusammengelegt.

## Geschichte

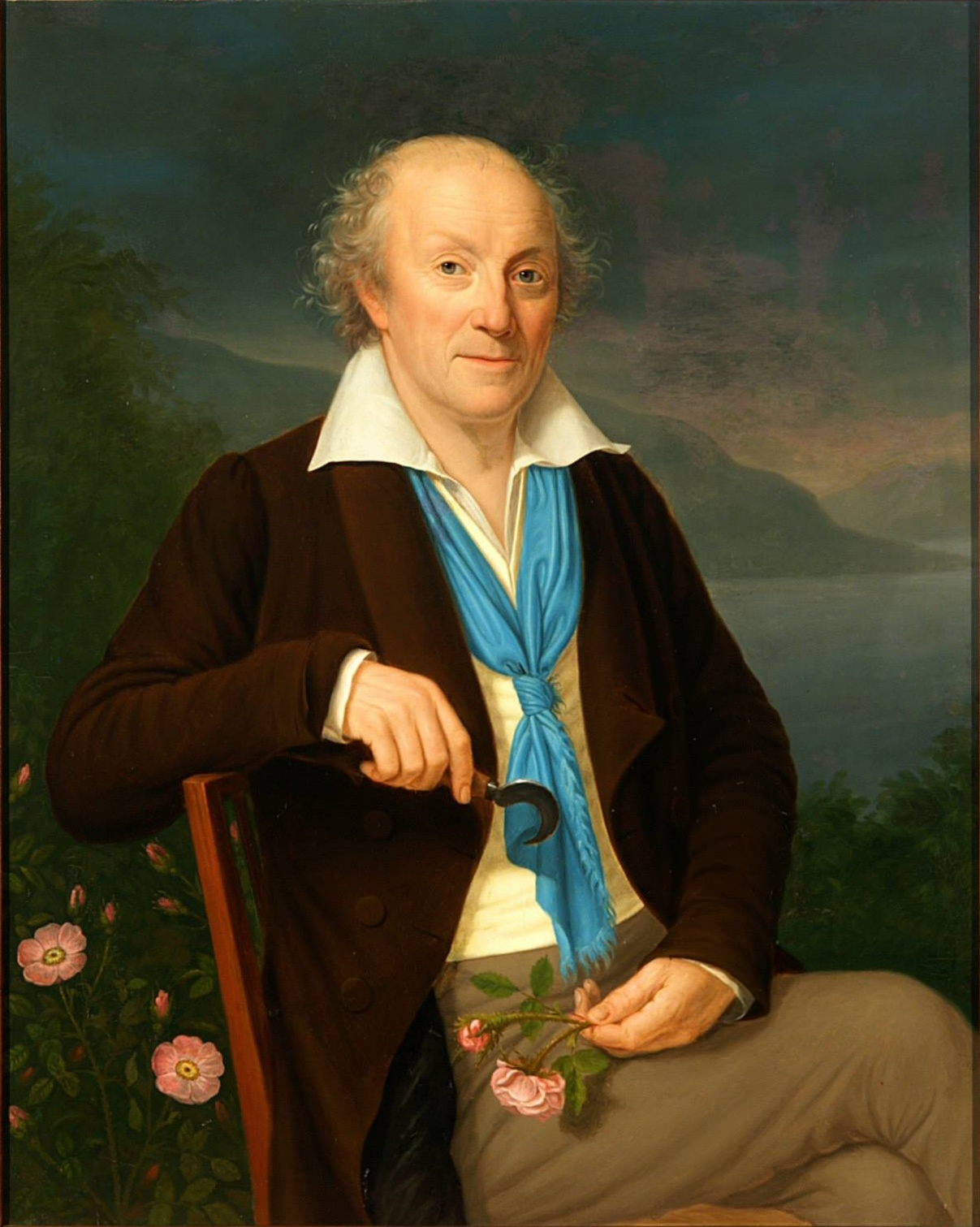
Louis Victor Mériadec de Rohan

Das erste der beiden Regimenter wurde auf der Grundlage einer am 3. März 1794 geschlossenen Kapitulation aufgestellt. Es sollte aus acht Kompanien (in vier Eskadronen) mit jeweils drei Offizieren und 109 Husaren bestehen und innerhalb von drei Monaten aufgestellt werden. Rohan erhielt 12 Louis d’or pro Mann für deren Anwerbung und Ausrüstung. Teile des Regiments kämpften schon bald als Teil des britischen Expeditionsheeres gegen die Truppen der Ersten Französischen Republik in Flandern, am 22. September bei Grave in Noord-Brabant, im Gefecht bei Druten in Gelderland am 19. Oktober und im Dezember, inzwischen vollständig, bei Tuil, musste dann aber Anfang 1795 mit den übrigen britischen Truppen nach Norden zurückweichen. Der vorläufig letzte Kampfeinsatz des Regiments erfolgte im Februar bei Oldenzaal nördlich von Enschede.
Danach blieb das Regiment noch bis Anfang 1796 in Norddeutschland, obwohl es bereits am 12. Juli hätte eingeschifft werden sollen. Ursache der erheblichen Verzögerung war die Meuterei von Teilen des Regiments: Als die rund 920 mehrheitlich deutschen Söldner erfuhren, dass sie nicht nach England, sondern auf die Westindischen Inseln transportiert werden sollten, um die dortigen französischen Besitzungen zu erobern, meuterten zwei der Kompanien, denn dazu seien sie nicht angeworben worden, verweigerten ihre Einschiffung und desertierten.
Inzwischen hatte Rohan ab Juni 1795 mit der Anwerbung eines zweiten Regiments von Husaren aus deutschen Gebieten begonnen, das in Westindien eingesetzt werden sollte. Rohan erhielt 22 Louis d’or pro Mann für die Anwerbung und Ausrüstung der Söldner. Geplant waren drei Eskadronen zu je zwei Kompanien, jede mit 4 (französischen) Offizieren und 101 Mann. Gegen Ende September hatte es bereits eine Gesamtstärke von etwa 300 Mann, und die ersten drei Kompanien wurden Ende September von Stade nach Yarmouth verschifft. Zwei weitere Kompanien wurden ebenfalls in Stade versammelt, aber die geplante sechste wurde nicht mehr gebildet. Diese wurden, auf Grund der Meuterei im ersten Regiment, ab 26. November 1795 mit dessen verbliebenem großen Rest zusammengelegt, ebenso die bereits in England befindlichen drei Kompanien. Als die Zusammenlegung am 15. Dezember vollendet war, bestand das Regiment aus 55 Offizieren und 1119 Mannschaften in zehn Kompanien.
Anfang 1796 wurde das Regiment zunächst nach England und dann weiter nach Saint-Domingue, das heutige Haiti, überführt. Diese Kolonie wollte London unter Ausnutzung der Haitianischen Revolution dem revolutionären Frankreich entreißen. Dort zeichnete sich das im Mai noch über 1000 Mann starke Regiment im Juni bei der Eroberung von Bombardopolis aus, erlitt aber – wie das gesamte britische Invasionsheer – durch Gelbfieber, Malaria und andere Tropenkrankheiten schwere Verluste. Im Oktober zählte es nur noch um die 600 Mann, und trotz Auffrischungen bestand es im Juni 1797 nur noch aus 39 Offizieren und 340 Mannschaften.
Am 1. Juli 1797 wurde es aufgelöst und seine Reste wurden in die York Hussars eingegliedert. Etwa 100 Mann des Regiments, die sich noch gegen Ende 1797 auf der Kanalinsel Guernsey befanden, waren wahrscheinlich aus Haiti zurücküberführte dienstuntaugliche Invaliden, die dann mehrheitlich zurück nach Deutschland gebracht wurden.